# Ora-ïto

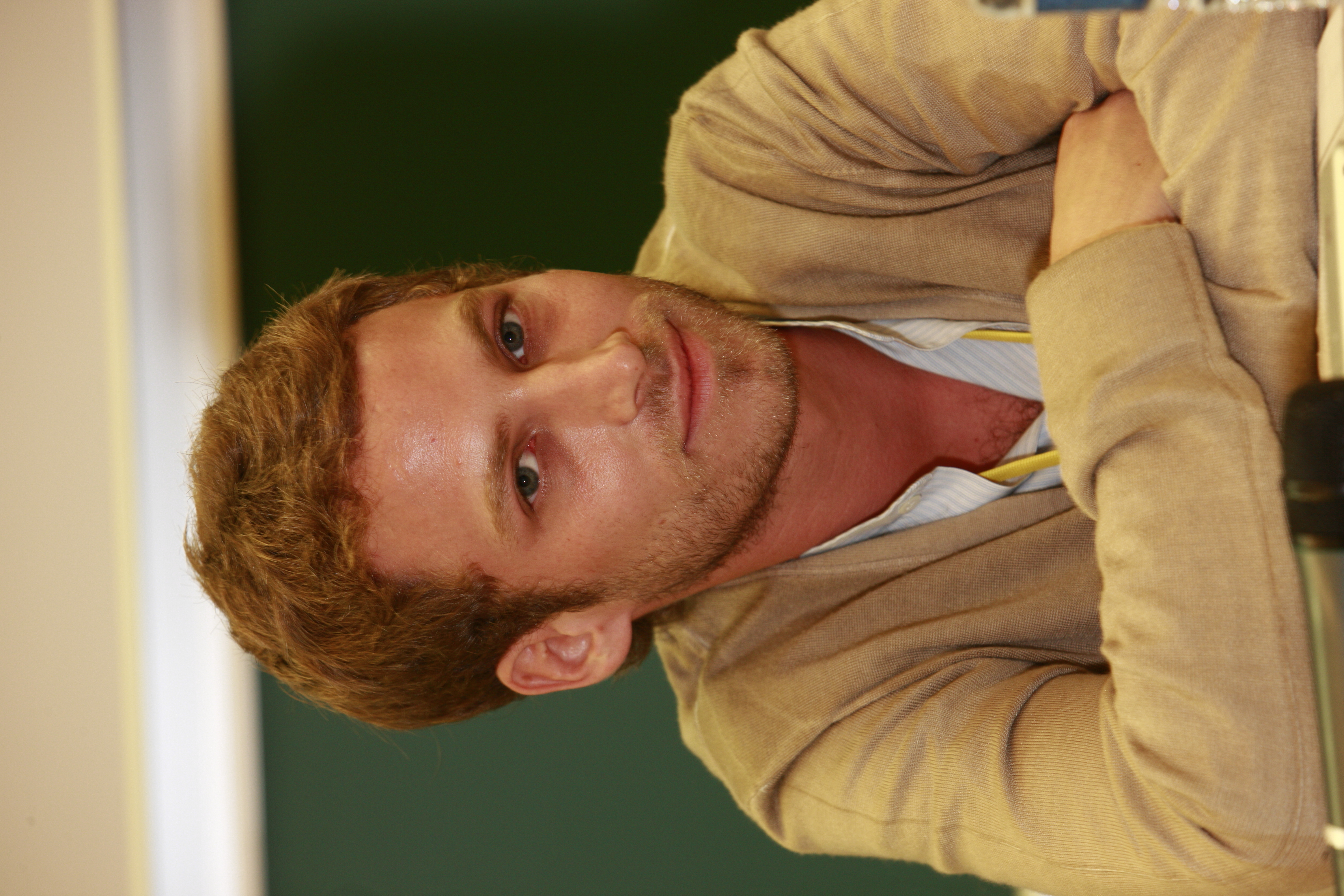
Ora-ïto.

Ora-ïto es el nombre que utiliza Ito Morabito para presentar sus proyectos.

## Biografía
Ito Morabito, nacido en Marsella en 1977 es un diseñador francés, hijo del diseñador Pascal Morabito y nieto del arquitecto Yves Bayard. 
Ora-ïto comenzó su carrera a finales de los años 90 proponiendo unos objetos para marcas conocidas que nunca le fueron encargados. Estas marcas, en lugar de emprender largos y costosos procesos judiciales, acabaron contratando los diseños de este atrevido diseñador. Los objetos de Ora-ïto son elegantes y futuristas, y muchas veces contienen un toque de ironía. En 2002 su botella de cerveza de aluminio para una conocida marca le permitió ganar el Óscar al mejor packaging.